# Sertularella lagenoides
Sertularella lagenoides is een hydroïdpoliep uit de familie Sertulariidae. De poliep komt uit het geslacht Sertularella. Sertularella lagenoides werd in 1919 voor het eerst wetenschappelijk beschreven door Stechow. 